# Inferior (libro)
Inferior: Cómo la ciencia infravalora a la mujer y cómo las investigaciones reescriben la historia es un libro de 2017 de la periodista científica Angela Saini. El libro analiza el efecto del sexismo en la investigación científica y cómo influye en las creencias sociales.
Inferior se lanzó en junio de 2017 en la Real Academia de Ingeniería. El libro fue publicado por Beacon Press en Estados Unidos y Fourth Estate Books en el Reino Unido.

## Recepción
Según la periodista Chantal Da Silva de The Independent, Angela Saini "pinta un cuadro inquietante de cuán profundamente las nociones sexistas se han tejido en la investigación científica" y concluyó que su trabajo "presenta al resto de la comunidad científica un desafío importante: reconocer y corregir un sesgo profundamente arraigado y ayudar a reescribir el papel de las mujeres en la historia de la evolución humana".
La periodista científica Nicola Davis, escribiendo para The Guardian, afirmó que Saini "descubre que muchas de las creencias tradicionales de la sociedad sobre las mujeres se basan en terreno inestable" y que "el análisis de Saini del estereotipo de los hombres como cazadores, que dejan a las mujeres a cargo del hogar, es revelador".
La periodista Anjana Vaswani escribió en el Ahmedabad Mirror que Saini "expone los prejuicios de Charles Darwin y cómo sus opiniones sobre el lugar de la mujer en la sociedad tiñeron, o más bien contaminaron, sus teorías".
En una reseña de Chemistry World, la periodista Jennifer Newton escribió que "la narrativa de Saini es aguda, cautivadora y admirablemente templada". "No puedo recomendarlo lo suficiente".
Un mes después de su lanzamiento, Inferior fue recomendado por Scientific American. Fue finalista en los Goodreads Choice Awards como "Mejor ciencia y tecnología" en 2017, pero finalmente perdió ante Astrofísica para gente con prisa. Inferior fue elegido como el "Libro del año" de Physics World en 2017 por el editor Tushna Commissariat, quien lo calificó de "intrépido, detallado [y] optimista".
El egiptólogo Julien Delhez, escribiendo para la revista Evolution, Mind and Behaviour en 2019, criticó a Inferior por ser "impreciso", "confuso", y afirmó que "si bien los investigadores a menudo se benefician al escuchar a quienes no están de acuerdo con ellos, las insinuaciones y afirmaciones vagas como estas ciertamente no ayudarán". También escribió que el libro crea una confusión que podría potencialmente "deteriorar seriamente el diálogo entre el público y la comunidad científica", a menos que "los psicólogos evolucionistas, los investigadores de la personalidad y los investigadores de la inteligencia se tomen el tiempo para responder a tales críticos [es decir, Saini]".
El psicólogo Felipe Carvalho Novaes, en la revista portuguesa Revista Psicologia Organizações e Trabalho, escribió que el libro está bien escrito, pero que adolece de excesivos sesgos y varias contradicciones. Novaes también recomendó la lectura de otros libros, como The Sexual Paradox, para que el lector pudiera obtener diferentes perspectivas sobre el tema.
Tras el lanzamiento de Inferior, Angela Saini fue invitada a hablar en universidades y escuelas de todo el país, en lo que se convirtió en una "gira de libros feminista científica".

## Lectura adicional
- How science got women wrong. The Economist. 29 de junio de 2017. ISSN 0013-0613.

- Datos: Q48989862